# Horodiște, Rîșcani
Horodiște este un sat din raionul Rîșcani, Republica Moldova. 

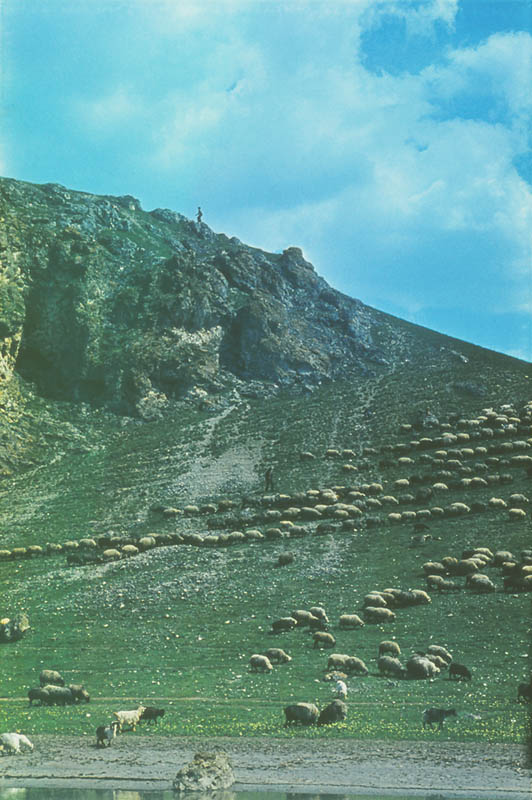
Imagine din anii 1980 a stâncilor de lângă Horodiște.

## Istorie
Satul Horodiște a fost atestat pentru prima dată în anul 1429:
„Din mila lui Dumnezeu, noi, Alexandru voievod, domn al Țării Moldovei. Facem cunoscut, cu această carte a noastră, celor care o vor vedea sau o vor auzi citindu-se, că aceste adevărate slugi și boieri ai noștri credincioși, pan Lazăr, și pan Stanciul și pan Costea, fiii lui Ion vornic, ne-au slujit cu dreapta și credincioasă slujbă. De aceea, noi, văzând dreapta credincioasa lor slujbă către noi, i-am miluit cu deosebita noastră milă și le-am întărit dreptcredincioasa vislujenie a tatălui lor și le-am dat lor, în țara noastră, satele lor, anume: ... și, peste Prut, la Derenice, zece locuri; unde a așezat sat Stanco, la Cornul Lâcinului, și Fântâna Rece, și unde este Andrieș, și Bahmatăuți și, pe Ciuhru, sub Horodiște, și Suhoverhul, unde este Ion al lui Filea; în tot acest hotar să-și întemeieze zece sate, ...

...

Iar pentru mai mare întărire a tuturor celor mai sus-scrise, am poruncit slugii noastre credincioase, Neagoe logofăt, să scrie și să atârne pecetea noastră la această carte a noastră.

La Suceava, în anul 6937 <1429> iunie 3.”

## Demografie

### Structura etnică
Structura etnică a satului conform recensământului populației din 2004:
| Grup etnic         | Populație | % Procentaj |
| ------------------ | --------- | ----------- |
| Moldoveni / Români | 918       | 98,5%       |
| Ucraineni          | 7         | 0,75%       |
| Ruși               | 7         | 0,75%       |
| Total              | 932       | 100%        |

## Administrație și politică
Componența Consiliului local Horodiște (9 consilieri), ales la 5 noiembrie 2023, este următoarea:
|  | Partid                                       | Consilieri | Componență | Componență | Componență | Componență |
|  | -------------------------------------------- | ---------- | ---------- | ---------- | ---------- | ---------- |
|  | Partidul Socialiștilor din Republica Moldova | 4          |            |            |            |            |
|  | Partidul Social Democrat European            | 4          |            |            |            |            |
|  | Partidul Acțiune și Solidaritate             | 1          |            |            |            |            |

## Galerie de imagini

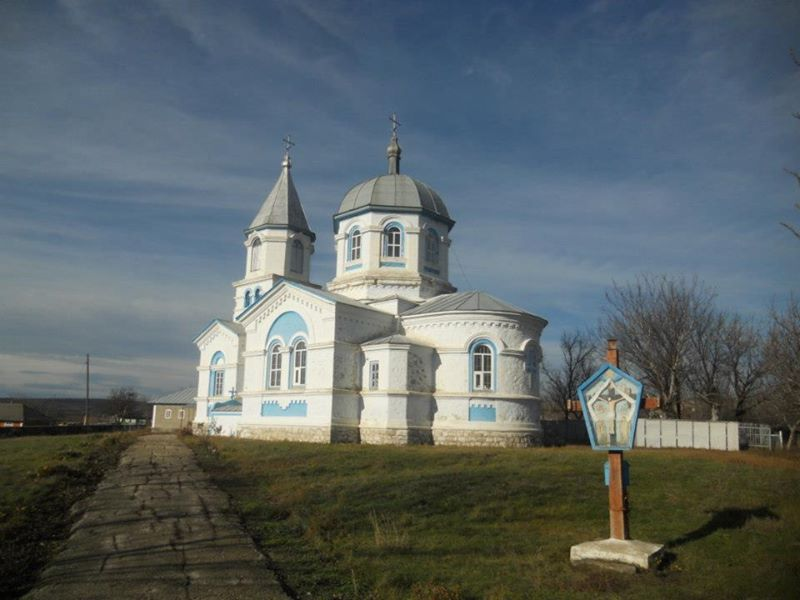
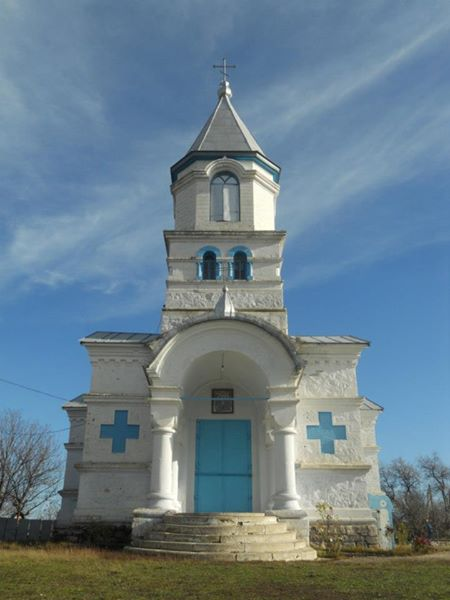
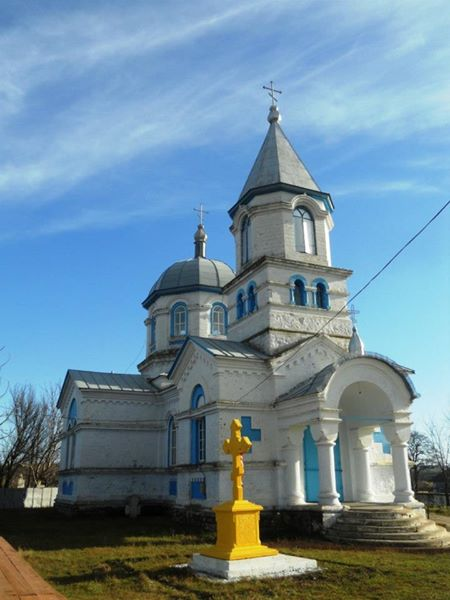
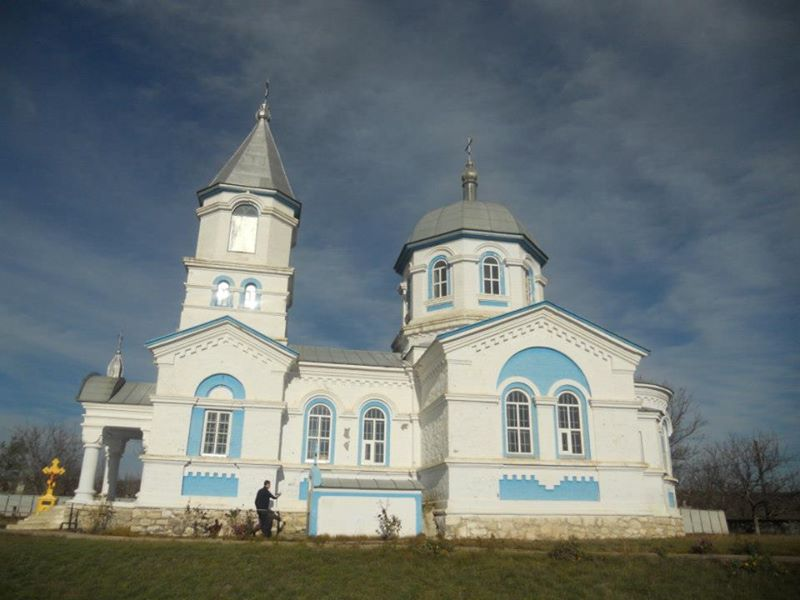
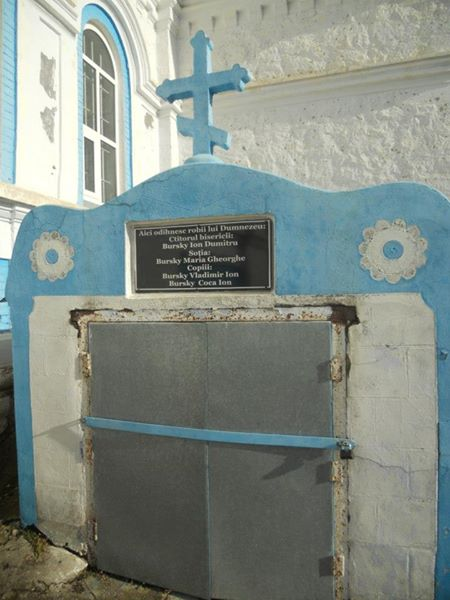
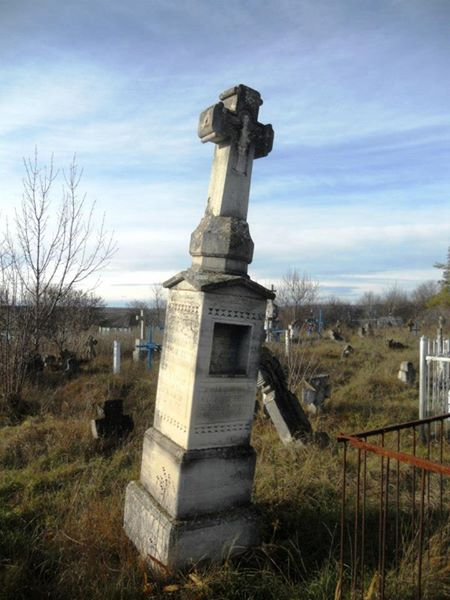

Biserica „Sfânta Treime” din localitate, monument ocrotit de stat.